# Campamento de obra
El campamento de obra está formado por las construcciones provisionales que servirán para: oficinas y alojamiento del personal del contratista y del supervisor de la obra, (ingenieros, técnicos y obreros), almacenes, comedores, laboratorios de tierras, de concreto y de asfalto, y talleres de reparación y mantenimiento de equipo. 
En él se localizan también: las oficinas del contratista y del supervisor y cualquier otra instalación que se requiera en obra para la ejecución de los trabajos.
La ubicación de los campamentos, sus depósitos y otras construcciones temporales necesarias deben ser previamente autorizadas por el supervisor y respetar los estándares de protección ambiental vigentes en el país, o establecidos por el financiador de la obra. Deberá contar con estudio de impacto ambiental. Cuando la obra haya sido concluida se deberá restaurar el estado original de la zona para mantener el paisaje circundante.
Dependiendo de la importancia y de la localización de la obra los campamentos pueden ser obras sumamente importantes, por ejemplo en el caso de la construcción de una presa, en un lugar apartado, este podrá contener una pequeña ciudad, la cual deberá estar provista de los servicios básicos, como abastecimiento de agua, plantas de tratamiento de agua potable y de aguas servidas, suministro de energía eléctrica, servicios médicos, escuela, etc. Estas "pequeñas ciudades" algunas veces son construidas fuera del vaso que será inundado por el embalse, y se transforman en el futuro en pequeñas ciudades permanentes con vida propia. Otras veces, se construyen por debajo del nivel de inundación del embalse, con la intención de minimizar el impacto ambiental permanente en la zona.
Las instalaciones del personal de obra deben buscar la comodidad y seguridad de las personas vinculadas, como buena ventilación e iluminación y cuantificando un área de 60 m2 las cuales deben incluir:
1. oficina del residente
2. oficina del interventor
3. sección de almacén y herramientas (preferiblemente separadas)
4. de personal de obra: obreros, oficiales y ayudantes
5. de los contratistas: maestros y contramaestres
6. servicio sanitario y desvestideros
7. vigilancia y celaduría (puede incluirse en 3)

Cuidados: antes de iniciar la construcción de las casetas, las instalaciones de servicios provisionales y el acondicionamiento de las áreas de trabajo deben efectuarse el descapote y la limpieza del terreno mediante cortes y rellenos, al tiempo con las obras de protección de señalización adecuada donde debe ser informativa y preventiva para todo el personal de obra, y debe exigirse el uso de casco dentro de la obra 
Materiales: para el campamento se puedan utilizar:
- Tela asfáltica
- Ladrillo con mortero
- Madera y laminas modulares
- Guadua
- Láminas de "madeflex"
- Tejas de zinc
- Láminas de aluminio
- Contenedores

- Datos: Q5742547